# Rexburg
Rexburg – miasto w Stanach Zjednoczonych, w stanie Idaho, stolica hrabstwa Madison. W 2019 roku liczyło 29,4 tys. mieszkańców i jest dwunastym co do wielkości miastem w stanie. 

## Historia
Założone przez rolników mormońskich pod wodzą Thomasa Ricksa w 1883 roku. Leży w nawadnianym regionie rolniczym równiny Snake River i jest ośrodkiem produkcji zbożowej i mleczarskiej.
Dwie trzecie miasta zostało zniszczone w dniu 5 czerwca 1976 r., kiedy to zawaliła się Tama Grand Teton, wylewając ogromne ilości wody na równinę i zmuszając do ewakuacji ponad 300 tys. mieszkańców Idaho. W powodzi zginęło 11 osób. Miasto odrodziło się i odbudowało, a od lat 90. XX wieku znacznie wzrosło zaludnienie.

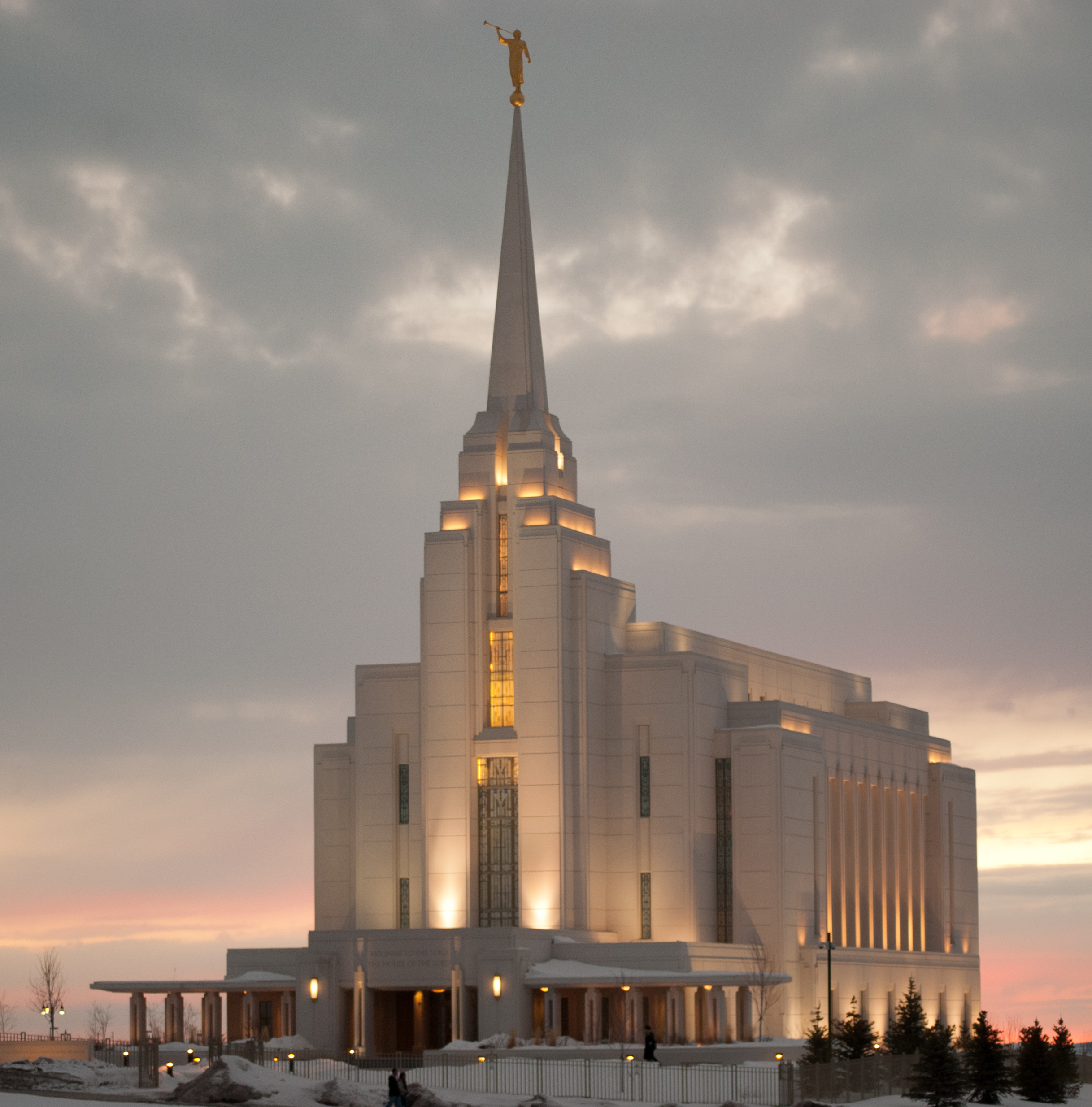
Rexburg Idaho Temple.

## Religia
Jest to najbardziej mormońskie miasto w Stanach Zjednoczonych, gdzie 91,4% populacji określa się jako mormoni. W mieście znajduje się Brigham Young University–Idaho, prywatna instytucja prowadzona przez Kościół Jezusa Chrystusa Świętych w Dniach Ostatnich.

## Miasta partnerskie
- Rudolstadt, Niemcy